# Valerjan Romanovski
Valerjan Romanovski (sinh khoảng năm 1976) là một vận động viên thể thao mạo hiểm, tiến sĩ kỹ sư và là giảng viên Ba Lan. Ông là người nắm giữ 2 kỷ lục Guiness thế giới là "ngâm mình trong nước đá với khoảng thời gian lâu nhất" và "đi xe đạp địa hình được quãng đường xa nhất trong 12 giờ dành cho nam".

## Thân thế
Romanovski sinh khoảng năm 1976. Ông được sinh ra gần Vilnius, Litva và đã sống ở Ba Lan hơn 25 năm. Ngoài việc tham gia thể thao mạo hiểm, ông còn giảng dạy tại Khoa Công nghệ Gỗ của Đại học Khoa học Đời sống Warszawa.

## Các kỷ lục
Tháng 10 năm 2021, Valerjan Romanovski đã ngồi trong nước đá lạnh ngập đến cổ trong suốt 3 giờ 28 giây. Ông đã thực hiện thử thách này trong một bồn thủy tinh chứa đầy đá ngay giữa trung tâm Vilnius và giành kỷ lục Guinness về thời gian toàn thân tiếp xúc với đá lạnh lâu nhất. Ông tự ngâm mình trong chiếc hộp thủy tinh lớn đựng đầy đá lạnh, ngập kín và chỉ chừa lại phần đầu. Người bên ngoài sẽ thường xuyên kiểm tra nhiệt độ cơ thể của ông bằng nhiệt kế qua tai. Nếu nhiệt độ giảm xuống mức nghiêm trọng, ông sẽ được ra khỏi chiếc hộp ngay lập tức. Trong quá trình thực hiện kỷ lục, Valerjan đã run rẩy không kiểm soát được sau phút 165, nhưng ông vẫn tiếp tục và tìm cách phá kỷ lục. Để chinh phục được khoảng thời gian này, Valerjan Romanovski đã dành 6 tháng tập luyện. Hàng ngày, ông chỉ tắm nước lạnh, ngâm mình trong băng và nước đá, chơi và hoạt động ngoài trời khi nhiệt độ xuống mức đóng băng. Kỷ lục này từng được nắm giữ bởi người đàn ông Pháp có tên Romaine Vandendorpe khi ông trải qua 2 giờ 35 phút ngâm mình trong đá lạnh vào tháng 12 năm 2020.
Sau khi Valerjan rời khỏi băng, ông được quấn trong chăn và túi ngủ và nhiệt độ của ông liên tục được theo dõi để đảm bảo sức khỏe của ông. Tuy nhiên, quá trình hồi phục của ông không mất nhiều thời gian và ông cho biết bản thân đã gần như hồi phục hoàn toàn sau 1 tháng.
Trước đó, Romanovski cũng từng phá vỡ kỷ lục Guinness Thế giới về quãng đường đạp xe địa hình xa nhất trong 12 giờ với kỷ lục 314,65km. Ông cũng từng lập kỷ lục ở dưới tuyết trong 1 giờ 45 phút. Chỉ vài tháng sau khi nắm giữ kỷ lục mới nhất của mình, Valerjan đã có kế hoạch thực hiện hơn một chục dự án có khả năng phá kỷ lục, bao gồm đạp xe đường dài ở nhiệt độ -170 ° C (-274 ° F). Valerjan còn lại đại sứ của quỹ DKMS. Ông đã dành từng kỷ lục của mình cho những bệnh nhân ung thư.